# Вознесенське (Амурський район)
Вознесе́нське (рос. Вознесенское) — село у складі Амурського району Хабаровського краю, Росія. Адміністративний центр Вознесенського сільського поселення.

## Населення
Населення — 2061 особа (2010; 472 у 2002).
Національний склад (станом на 2002 рік):
- росіяни — 81 %